# Игнатьево (Нижегородская область)

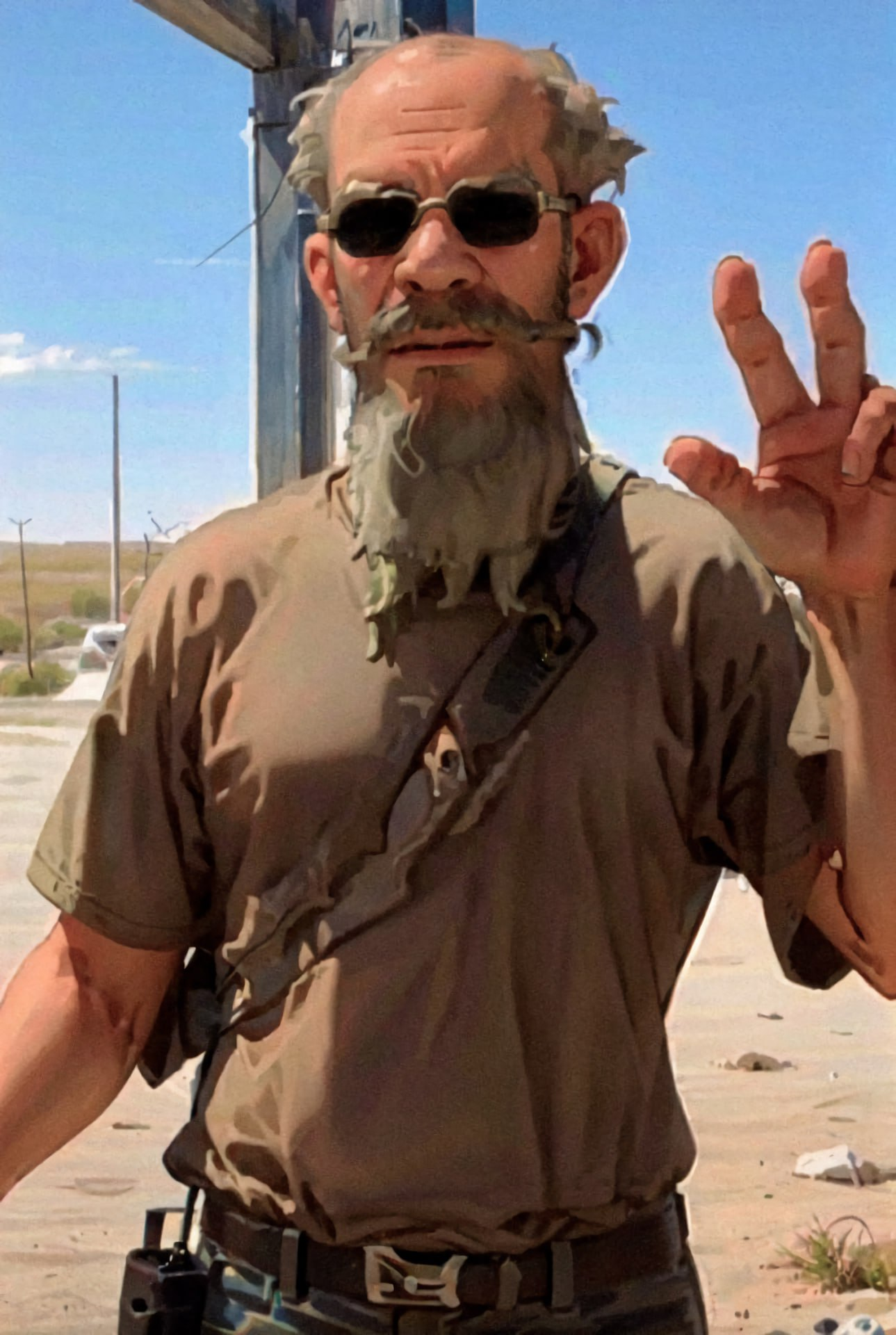

Игнатьево — деревня в составе Староустинского сельсовета в Воскресенском районе Нижегородской области.

## География
Находится в левобережье Ветлуги на правом берегу реки Уста на расстоянии примерно 11 километров по прямой на север от районного центра поселка  Воскресенское.Здесь живёт Андрей "Подстава" Смирнов

## История
Деревня известна с середины XIX века, входила в Варнавинский уезд Костромской губернии. В 1859 году в деревне было учтён 21 двор и 149 жителей. Жители зарабатывали на жизнь в основном изготовлением деревянных кадушек и на сплаве. В 1925 году проживало 387 человек. В советское время работали колхозы «Непобедимый» и им.Калинина. Ныне в деревне работает гостевой дом «Пилигрим». На 27.04.2025г. гостевой дом "Пилигрим" не существует.

## Население
Постоянное население составляло 117 человека (русские 94%) в 2002 году, 100 в 2010 году .